# Фавре, Энтони
Энтони Фавре (фр. Anthony Favre, род. 1 февраля 1984 года, Ролль, Швейцария) — швейцарский футболист, вратарь. 

## Карьера
Энтони родился в городе Ролль. Фавр начинал заниматься футболом в родном клубе с одноименным названием «Ролль». В 2001 году он перешел в более крупный клуб «Серветт», но сыграл за него лишь 1 матч, играя, в основном, во второй команде клуба. В 2003 году игрок перешел в клуб «Больм». Здесь он стал игроком основы, сыграл 47 матчей и в 2006 году перешел в «Лозанну». Здесь он провел семь лет, сыграл в Лиге Европы, где в 2010 году «Лозанне» удалось выбить московский «Локомотив» в серии после-матчевых пенальти. В 2013 году перешел в клуб «Виль», где отыграл один сезон.